# Suphisellus bicolor
Suphisellus bicolor is een keversoort uit de familie diksprietwaterkevers (Noteridae). De wetenschappelijke naam van de soort werd in 1830 gepubliceerd door Thomas Say.